# Ms.Anniversary
Ms.Anniversaryは日本のロックバンド。メンバーはVo.Gt.村上薫彦、Vo,Pf.黒田翔子、Ba.堂園竜之介、Dr.坂梨将也。

## バイオグラフィー
2014/熊本にて現メンバー集結。
2015.01.11/自主制作音源リリース
2015.10.16/ZERO COOL LABELより1st.EP hide&seek ep.リリース
2016.11.11/ZERO COOL LABELより1st.mini album GARDENリリース
2017.0811/ZERO COOL LABELより2nd.EP 光epリリース
| スタブアイコン | サブスタブ | この項目は、まだ閲覧者の調べものの参照としては役立たない、音楽関係者（バンド等）に関連した書きかけの項目です。この項目を加筆・訂正などしてくださる協力者を求めています（P:音楽/PJ:芸能人）。 |